# Heliconius diana
Heliconius diana är en fjärilsart som beskrevs av Riffarth 1900. Heliconius diana ingår i släktet Heliconius och familjen praktfjärilar. Inga underarter finns listade i Catalogue of Life.